# George Hively
George Hively (* 6. September 1889 in Springfield, Missouri; † 2. März 1950 in Los Angeles, Kalifornien) war ein US-amerikanischer Filmeditor und Drehbuchautor.

## Leben
George Hively begann seine Karriere im Filmgeschäft 1917 als Drehbuchautor für Kurzfilme bei Universal Film Manufacturing, die später zu Universal Pictures wurde. In zehn Jahren verfasste Hively über 80 Drehbücher.
1927 kam er zu Metro-Goldwyn-Mayer und wechselte dort in den Bereich Filmschnitt. Für MGM und RKO Pictures arbeitete er an über 60 Kinofilmen als Editor. 1936 wurde Hively für den  Oscar in der Kategorie Bester Schnitt für Der Verräter nominiert. Weitere bekannte Arbeiten sind Leoparden küßt man nicht (1938), Ruhelose Liebe (1938), Abe Lincoln in Illinois (1940) und Gefährliche Flitterwochen (1943).
1945 zog er sich aus dem Filmgeschäft zurück. Fünf Jahre später, am 2. März 1950, verstarb er. Sein gleichnamiger Sohn (1933–2006) war ebenfalls als Editor aktiv.

## Filmografie (Auswahl)
- 1927: The Taxi Dancer
- 1928: Die goldene Hölle (The Trail of ’98)
- 1929: The Duke Steps Out
- 1930: Our Blushing Brides
- 1930: Venus auf Reisen (Chasing Rainbows)
- 1931: Irrwege des Lebens (Dance, Fools, Dance)
- 1931: Laughing Sinners
- 1932: Wie Du mich wünschst (As You Desire Me)
- 1934: The Life of Vergie Winters
- 1934: The Age of Innocence
- 1935: Der Verräter (The Informer)
- 1936: Der Pflug und die Sterne (The Plough and the Stars)
- 1938: Leoparden küßt man nicht (Bringing Up Baby)
- 1938: Ruhelose Liebe (Love Affair)
- 1940: Abe Lincoln in Illinois
- 1942: Der Besessene von Tahiti (The Moon and Sixpence)
- 1943: Gefährliche Flitterwochen (Above Suspicion)
- 1944: Three Men in White
- 1944: Abenteuer im Harem (Lost in a Harem)